# Graham Payn
Graham Payn (25 de abril de 1918-4 de noviembre de 2005) fue un actor y cantante inglés de origen sudafricano, conocido por ser el compañero del dramaturgo Noël Coward.
Inició su carrera artística como tiple, dedicándose posteriormente a las facetas de cantante y actor, trabajando en obras de Coward y de otros autores. Tras fallecer Coward, Payn administró el patrimonio del escritor durante 25 años.

## Biografía

### Inicios
Nacido en Pietermaritzburg, Sudáfrica, sus padres eran Francis Dawnay Payn y Sybil Graham. Se educó en Sudáfrica y, tras divorciarse sus padres, en Inglaterra, donde a los trece años de edad actuó por primera vez en el teatro, en el London Palladium, interpretando al Curly de Peter Pan. En octubre de 1931 intervino como tiple en un programa de la BBC en el que participaban Derek Oldham y Mabel Constanduros, actuando en otras emisiones en 1932 y 1933. A los 14 años de edad hizo una prueba para actuar en la revista de Noël Coward y Charles B. Cochran Words and Music (1932). En la prueba cantó Nearer My God to Thee a la vez que bailaba claqué, consiguiendo por ello dos pequeños papeles para la obra. En el mismo año actuó en el cine como tiple infantil. Al cierre de la revista, Payn firmó un contrato para cantar durante nueve semanas en cines del Reino Unido, pero la gira se canceló cuando sufrió el cambio fisiológico de la voz. Sin trabajo como tiple, volvió con su madre a Sudáfrica. Mientras estuvo en escena Words and Music, Payn estudió claqué con el coreógrafo del show, Buddy Bradley. Por ello, para ganarse la vida en Sudáfrica dio clases en academias de baile en Durban y Johannesburgo, reproduciendo los números de Bradley.

### Carrera de adulto
De vuelta a Inglaterra en 1936, Payn cantó con frecuencia en la radio como barítono ligero, intervino en obras radiofónicas y actuó también en el nuevo medio televisivo en shows de variedades en 1938 y 1939. Su primer papel adulto en el circuito teatral del West End londinense tuvo lugar en el show de Douglas Furber Sitting Pretty, dos semanas antes del inicio de la Segunda Guerra Mundial, tras lo cual todos los teatros cerraron. Payn quiso alistarse como voluntario pero fue excluido a causa de una hernia.
En 1941 y 1942 actuó en la revista Up and Doing, trabajando junto a Leslie Henson, Binnie Hale, Cyril Ritchard y Stanley Holloway, y en su sucesora, Fine and Dandy, con el mismo elenco excepto Dorothy Dickson, que sustituyó a Binnie Hale. En Fine and Dandy Payn y Patricia Burke cantaban la canción de Richard Rodgers y Lorenz Hart "This Can't Be Love" y el tema de Coward "London Pride". 
En 1943 Payn anunció su compromiso matrimonial con Sheila Ascoli, pero la boda no llegó a celebrarse.
En Magic Carpet Payn actuó con Sydney Howard y después, tras The Lilac Domino (1944), interpretó a Lewis Carroll, a la Falsa Tortuga y a Tweedledum en la versión musical de Clemence Dane y Richard Addinsell de Alicia en el país de las maravillas (1944). En el show de Leslie Henson Gaieties (1945), Payn y Walter Crisham cantaban y bailaban "White Tie and Tails". Coward fue a bambalinas tras una representación y ofreció a Payn un primer papel en su futura producción, Sigh No More, la cual, según las memorias de Payn, "marcó el inicio de una relación personal y profesional entre Noël y yo que duraría hasta la muerte de él."

### Asociación con Coward
Coward promocionó de manera continuada la carrera de Payn, aunque se piensa que sobrevaloraba el talento de su protegido de modo que, a pesar de recibir constantes buenas críticas por sus actuaciones, nunca llegó a la categoría de estrella, algo que Coward finalmente aceptó.
En 1951 Payn volvió a la revista en el Teatro Lyric Hammersmith. Este teatro tenía material de varios autores, entre ellos Coward, Michael Flanders y Donald Swann, y el mismo Payn. Él y Cole Lesley, asistente de Coward, contribuyeron con la canción "This Seems to be the Moment". El show, "The Lyric Revue", tuvo tal éxito que Hammersmith lo transfirió al West End. Al año siguiente hubo una segunda edición, The Globe Revue, que se mantuvo seis meses en cartel.  Coward escogió a Payn para hacer una versión estadounidense de su obra Tonight at 8:30, en la cual actuó Gertrude Lawrence. Hicieron una gira con buenos resultados, aunque la acogida en el circuito de Broadway fue un fiasco. En Londres Payn actuó en otras piezas de Coward, Pacific 1860, Ace of Clubs, After the Ball, y Waiting in the Wings. Las actuaciones de Payn tuvieron buenas críticas, pero los espectáculos no tuvieron éxito. En la década de 1960 hizo el papel de Morris Dixon en Present Laughter.
Payn también actuó para el cine. En 1949 trabajó en el drama Boys in Brown, con Dirk Bogarde y Richard Attenborough. También trabajó en dos películas con Coward: The Astonished Heart (1950) y The Italian Job (Un trabajo en Italia/Faena a la Italiana) (1968), en la cual Coward era un cerebro criminal y Payn su obsequioso ayudante.
Tras fallecer Coward en 1973, Payn dedicó el resto de su vida a administrar el patrimonio del escritor. En 1988, 15 años después de la muerte de Coward, Payn cedió la casa jamaicana de la pareja, la propiedad Firefly, al Patrimonio Nacional de la isla. Sin embargo, retuvo su otra casa en Les Avants, Suiza, donde falleció en 2005, a los 87 años de edad, por causas naturales.

## Publicaciones
Payn escribió Noël Coward and His Friends (1979) con Sheridan Morley y Cole Lesley, y, junto a Morley, fue coeditor de The Noël Coward Diaries, que fueron dedicados a Lesley. Payn también escribió una autobiografía, My Life With Noël Coward, en 1994.